# Pellenes pulcher
Pellenes pulcher es una especie de araña saltarina del género Pellenes, familia Salticidae. Fue descrita científicamente por Logunov en 1995.
Habita en Mongolia y Rusia.